# Monkey girl odyssey
monkey girl odyssey（モンキー・ガール・オデッセイ）は、2001年12月5日にリリースされたDREAMS COME TRUEの11thアルバムである。

## 概要
- 前作から約2年7か月ぶりのオリジナルアルバムであり、東芝EMIで発売した最後のオリジナル・アルバム。同日にはビデオクリップ集『DCT CLIPS V1』も同時発売されている。また、このアルバム発売の3ヵ月後に西川隆宏が脱退を発表している。
- 猿の尻尾をかたどった携帯ストラップが封入されたクリアケース仕様で、定価も3200円と当時のCDとしては少し高めに設定されていた。
- 5曲目の「SNOW DANCE」、8曲目の「スキスキスー♥」は表示はないものの、シングルとは別バージョンとなっている。
- このアルバムを引っさげて、『2002:monkey girl odyssey pp-mix』（1月4日 - 2月17日）、『2002:monkey girl odyssey us-mix』（5月19日 - 5月29日）、『2002:monkey girl odyssey arena-mix』（7月4日 - 9月15日）、『2002:monkey girl odyssey okinawa-mix』（9月20日 - 9月21日）、『2002:monkey girl odyssey west coast-mix』（10月11日 - 10月19日）、『2002:monkey girl odyssey winter fantasia』（12月18日 - 12月21日） を開催。ひとつのアルバムで5ツアーを行うのは最多である。
- 2014年7月16日に、本作を含むVirgin/D.C.T.から発表した3作のオリジナルアルバム(英語盤2作を除く)を価格を下げた上で、USM JAPANより再発売された。尚、2001年に発売されたオリジナル盤に付属していた携帯ストラップは、再発盤には付属されていない。(規格品番：UPCY-6904)[注釈 1]

## 収録曲
全作詞：吉田美和
1. my monkey girl ～opening theme～
  - 作曲：吉田美和、編曲：中村正人
  - 前アルバム収録曲「キレイキレイ」がモチーフとなっている。
2. flowers
  - 作曲：中村正人・吉田美和、編曲：中村正人
3. 24/7 -TWENTY FOUR/SEVEN-
  - 作曲：中村正人・吉田美和、編曲：中村正人
  - 28thシングル。
4. プライドなんて知らない
  - 作曲：吉田美和・中村正人、編曲：中村正人・吉田美和
5. SNOW DANCE
  - 作曲・編曲：中村正人
  - 26thシングル。
  - シングルではフェードアウトだったアウトロがカットアウトになっている。
6. 思い出の神様
  - 作曲：中村正人・吉田美和、編曲：中村正人
7. ごめんねDJ
  - 作曲：吉田美和・中村正人、編曲：中村正人・吉田美和
  - 歌詞の中にLOVE LOVE LOVEのフレーズが盛り込まれている。
8. スキスキスー♥
  - 作曲：中村正人・吉田美和、編曲：中村正人
  - 31stシングル「いつのまに」のカップリング。
  - シングルではフェードアウトだったアウトロがカットアウトになっている。
9. 今日この佳き日
  - 作曲：西川隆宏・吉田美和・中村正人、編曲：中村正人
  - 3人で作曲した最初で最後の楽曲。
10. 好きだけじゃだめなんだ
  - 作曲：吉田美和、編曲：中村正人
  - 29thシングル。
11. いつのまに-mgo ver.-
  - 作曲：吉田美和・中村正人、編曲：中村正人
  - 31stシングル。
  - イントロがシングルバージョンよりも長くなっている。
12. カノン
  - 作曲：吉田美和・中村正人、編曲：中村正人
  - ミュージックビデオが作られた。香椎由宇が出演している。（「DCT CLIPS V1」に収録）
13. crystal vine(special bonus track)
  - 作曲：中村正人・吉田美和、編曲：中村正人
  - ウォルト・ディズニー生誕100周年記念作品『アトランティス 失われた帝国』の主題歌。
  - ミュージックビデオが作られた。（「DCT CLIPS V1」に収録）

## 参加アーティスト
- 中村正人 - All Instruments（#1-13）, Backing Vocal Arrangement（#3, 5, 8, 10, 11, 13）
- 吉田美和 - Vocal（#1-13）, Backing Vocals（#2-13）, Acoustic Piano（#1）, Vocal & Backing Vocal Arrangement（#1-13）
- 西川隆宏 - Manipulating（#1-13）, Drums・Guitar Basic Programming（#9）, Accordion（#10）

Guest Musicians
| flowers - ハイラム・ブロック - Electric Guitar - アンディ・スナイツァー - Saxophone - ジョン・オーウェス - Trumpet - ジム・ハインズ - Trumpet - マイケル・デイヴィス - Trombone、Bass Trombone - サンドラ・パーク - Violin、Concert Master - シャロン・ヤマダ - Violin - カレン・ドレフュス - Viola - アラン・ステファンスキー - Cello 24/7 -TWENTY FOUR/SEVEN- - 吉田遊介 - Acoustic Guitar、Electric Guitar - 山本一 - Saxophone - 佐々木史郎 - Trumpet - 河合わかば - Trombone - 竹内純 - Violin、Concert Master - 深見邦代 - Violin - 志賀恵子 - Viola - 永山利彦 - Cello プライドなんて知らない - ハイラム・ブロック - Electric Guitar - 大谷幸 - Electric Piano - アンディ・スナイツァー - Saxophone - ジョン・オーウェス - Trumpet、Flugelhorn - ジム・ハインズ - Trumpet、Flugelhorn - マイケル・デイヴィス - Trombone SNOW DANCE - ホメロ・ルバンボ - Spanish Guitar 思い出の神様 - ハイラム・ブロック - Electric Guitar - アンディ・スナイツァー - Saxophone - ジョン・オーウェス - Trumpet - ジム・ハインズ - Trumpet ごめんねDJ - ハイラム・ブロック - Electric Guitar - アンディ・スナイツァー - Saxophone - ジョン・オーウェス - Trumpet - ジム・ハインズ - Trumpet - マイケル・デイヴィス - Trombone - サンドラ・パーク - Violin、Concert Master - シャロン・ヤマダ - Violin - カレン・ドレフュス - Viola - アラン・ステファンスキー - Cello | スキスキスー♥ - 斎藤有太 - Electric Piano - 竹内純 - Violin、Concert Master - 深見邦代 - Violin - 志賀恵子 - Viola - 永山利彦 - Cello 今日この佳き日 - サンドラ・パーク - Violin、Concert Master - シャロン・ヤマダ - Violin - カレン・ドレフュス - Viola - アラン・ステファンスキー - Cello 好きだけじゃだめなんだ - 吉田遊介 - Acoustic Guitar、Electric Guitar - 山本一 - Saxophone - 佐々木史郎 - Trumpet - 河合わかば - Trombone - 竹内純 - Violin、Concert Master - 深見邦代 - Violin - 志賀恵子 - Viola - 永山利彦 - Cello いつのまに -mgo ver.- - 斎藤有太 - Electric Piano - 竹内純 - Violin、Concert Master - 深見邦代 - Violin - 志賀恵子 - Viola - 永山利彦 - Cello crystal vine - 大谷幸 - Electric Piano - 竹内純 - Violin、Concert Master - 深見邦代 - Violin - 高橋香織 - Violin - 押鐘貴之 - Violin - 志賀恵子 - Viola - 元井信 - Viola - 岩永知樹 - Cello - 柏木広樹 - Cello |